# Chiesa di San Giorgio degli Armeni
La chiesa di San Giorgio dei Martiri è una chiesa medievale che sorge nella via omonima della zona industriale di Bari. Anticamente sorgeva al centro di uno snodo viario che conduceva a Bitetto e al casale di Lucignano dove oggi sorge la Masseria Madia Diana (anticamente detta Due Torri). La via costeggiava anche Lama Lamasinata.

## Storia
Sembra sia stata eretta dall'armeno Mosese, secondo quanto si legge nel Codice Diplomatico Barese del 1005 e del 1210 (citata come S. Giorgio dei Martiri, o degli Armeni).
Secondo la datazione proposta da Melchiorre la chiesa risalirebbe all'XI secolo.
Da non confondersi con la chiesa di San Giorgio degli Armeni che era ubicata nella Corte del Catapano, nella zona ove sorge la Basilica di San Nicola. Alcuni studiosi, tra cui Lavermicocca, ritengono che la chiesa eretta da Mosese armeno sia quest'ultima e non quella fuori Bari in contrada San Giorgio.
Anche Licinio e Porsia in Storia di Bari. Dalle Origini al Mille tengono distinte le due chiese: quella extra moenia era denominata San Giorgio martire, mentre quella intra moenia è ricordata nel Codice diplomatico barese come San Giorgio degli armeni o San Giorgio al porto. Tale denominazione dovrebbe togliere ogni dubbio circa l'ubicazione della chiesa nella corte del Catapano.
Una lapide posta all'interno ci informa di alcuni rimaneggiamenti risalenti al 1920, opera di Nicola Scattarelli, che ne hanno compromesso l'aspetto originario come descritto da Mongiello, con l'aggiunta di stucchi decorativi.
Forse è da identificare con una chiesa riportata nel Codice diplomatico barese denominata S. Giorgio di Pappacilizio (1290, 1314).
Dal maggio 1977 la chiesa è tutelata da un vincolo architettonico e dal 2014 per proteggerla da ulteriori atti vandalici è stato murato l'ingresso.

## Planimetria e confronto con chiese simili della stessa zona
L'edificio della chiesa è pianta centrale a croce greca contratta coperta da cupola e segue l'orientamento classico. Paragonabile per la planimetria alla chiesa di Torre San Croce in territorio di Bitonto e ad altre chiese costruite secondo una tipologia diffusa in terra di Bari, come ad esempio la Chiesa di San Vito a Corato. Due nicchie ai lati dell'abside, l'accomunano alla chiesa dedicata a San Basilio, un altro esemplare a croce greca contratta che si trova in agro di Giovinazzo, dove però le nicchie sono molto più grandi e allungate, al punto da dare l'impressione di essere due absidiole affiancate al principale.